# Glenea luctuosa
Glenea luctuosa är en skalbaggsart som beskrevs av Francis Polkinghorne Pascoe 1867. Glenea luctuosa ingår i släktet Glenea och familjen långhorningar. Inga underarter finns listade i Catalogue of Life.